# Rakovice
Rakovice je obec ležící v jižních Čechách v okrese Písek západně od Čimelic na okraji Benešovské pahorkatiny spadající do Středočeské pahorkatiny. Obcí protéká Rakovický potok vlévající se do Skalice. Obec má 228 obyvatel.

## Historie
První písemná zmínka pochází z roku 1045, i když zde nejspíše existovalo osídlení již od 5. století před n. l., kdy v oblasti sídlili keltské kmeny. Z doby jejich přítomnosti se dochovaly patrné zbytky hradiště na vrchu Hrad, které bylo obehnáno kamennými valy sloužícími pro obranu. Předpokládá se, že keltské osídlení zaniklo v 1. století př. n. l. Následně oblast osídlili slovanské kmeny přibližně v 9. století. Ještě jedna významná událost se 12. května 1945 odehrála v místním mlýně (Rakovice č.p. 31). Tam totiž proběhla kapitulace německých vojsk a tím nadobro skončila druhá světová válka v Evropě. Potvrzují to i zdejší pamětníci a historikové. Častokrát se tato událost pojí s obcí Čimelice. To ovšem proto, že na sebe obce navazují a spekuluje se o tom, že byla kapitulace podepsána v nedaleké vile v Čimelicích.

## Památky v obci
- Středověká tvrz přestavěná na menší barokní schwarzenberský zámek[5]
- Výklenková kaple zasvěcená svatému Šebestianovi se nalézá na okraji obce ve směru na Čimelice.[6]
- Výklenková kaple zasvěcená svaté Anně se nachází na spodní části návsi směrem na obec Boudy. Byla dokončena roku 1763 a o rok později byla kolem ní zřízena okrasná zahrádka.[6] Kaple je vedená v Seznamu kulturních památek v okrese Písek.
- Výklenková kaple, která je také nazývaná Hulešů kaplička, se nachází nad obcí u komunikace směrem na Pohoří.[6] Kaple je vedená v Seznamu kulturních památek v okrese Písek.
- Kaple zasvěcená svatému Janu Nepomuckému se nachází na návsi. Byla postavena na náklady obce a byla dokončena 1791–1792. Zajímavostí této kaple je, že musela mít velmi pěknou výmalbu. Výmalba stála mnohem víc, než socha svatého Jana Nepomuckého, která byla do kaple pořízena. V roce 1972 byla vysvěcena a při zápisu do Soupisu památek píseckého kraje z roku 1910 byl mylně uvedený název kaple. Bylo uvedeno, že je zasvěcena svatému Ruppertovi.[7] Kaple je vedená v Seznamu kulturních památek v okrese Písek.
- Na návsi se nachází památník padlým občanům v první světové válce.
- Na návsi se nachází kříž v ohrádce.
- Na okraji obce se nachází kamenný kříž také v ohrádce.
- Z nezařaditelných sakrálních objektů je v obci jeden k nalezení. Nachází se u komunikace směrem na obec Boudy v lese Chlum. Nese jméno svatého Vintíře. Na trojúhelníkovém podstavci se na třech koulích nachází jehlan. Jeho výška je zhruba 6 metrů. Původně míval ve třech nikách postavy svaté Ludmily, svatého Václava a svatého Vintíře. Také původní malby nejsou zřetelné. Podle domněnek zde mělo být údajné pohřebiště francouzských vojáků nebo důstojníků, kteří měli být popraveni pro vzpouru.[8] Pomník je vedený v Seznamu kulturních památek v okrese Písek.
- V Seznamu kulturních památek v okrese Písek je také vedená sýpka, která se nachází u komunikace do Mirotic.

## Galerie

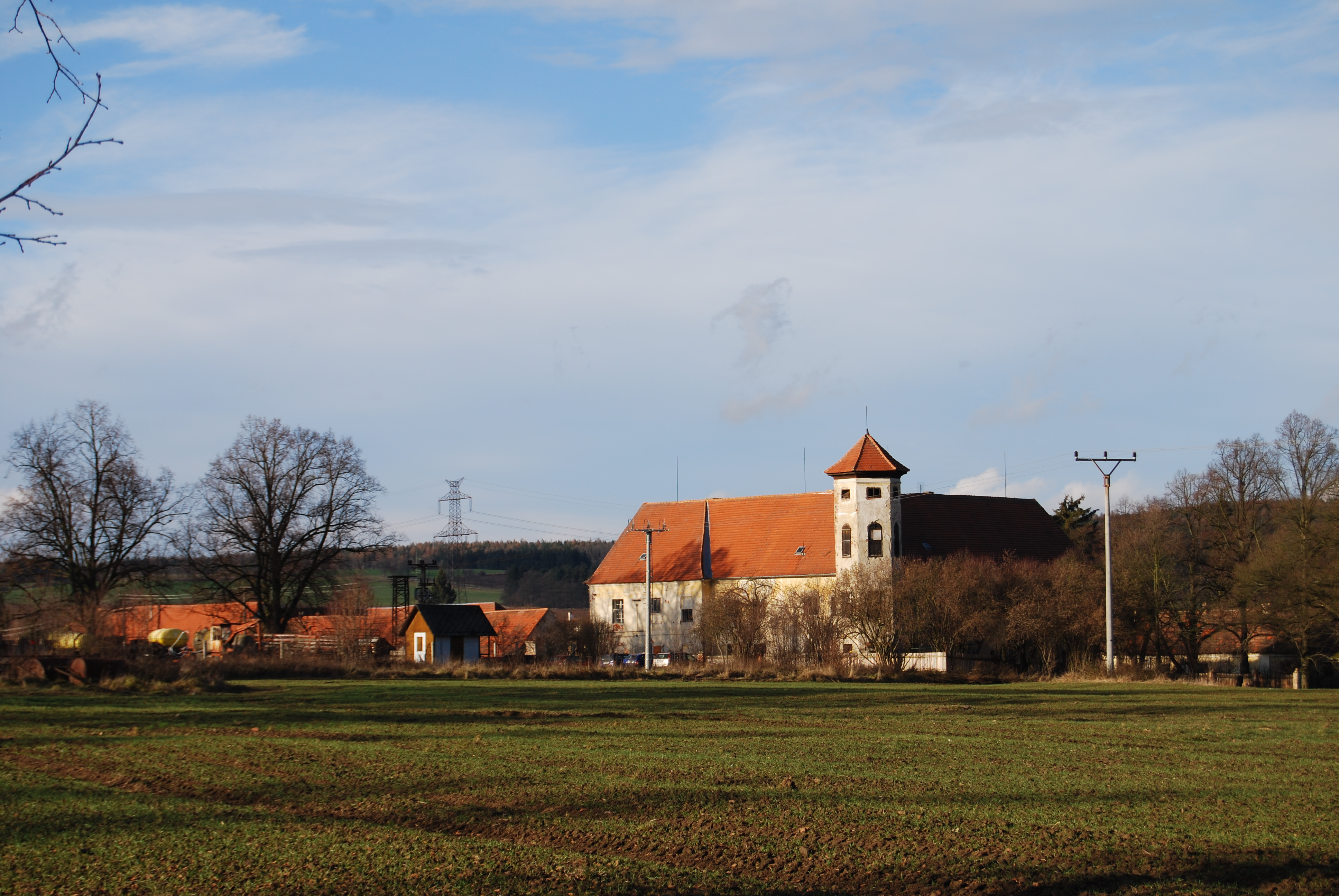
Celkový pohled na obec
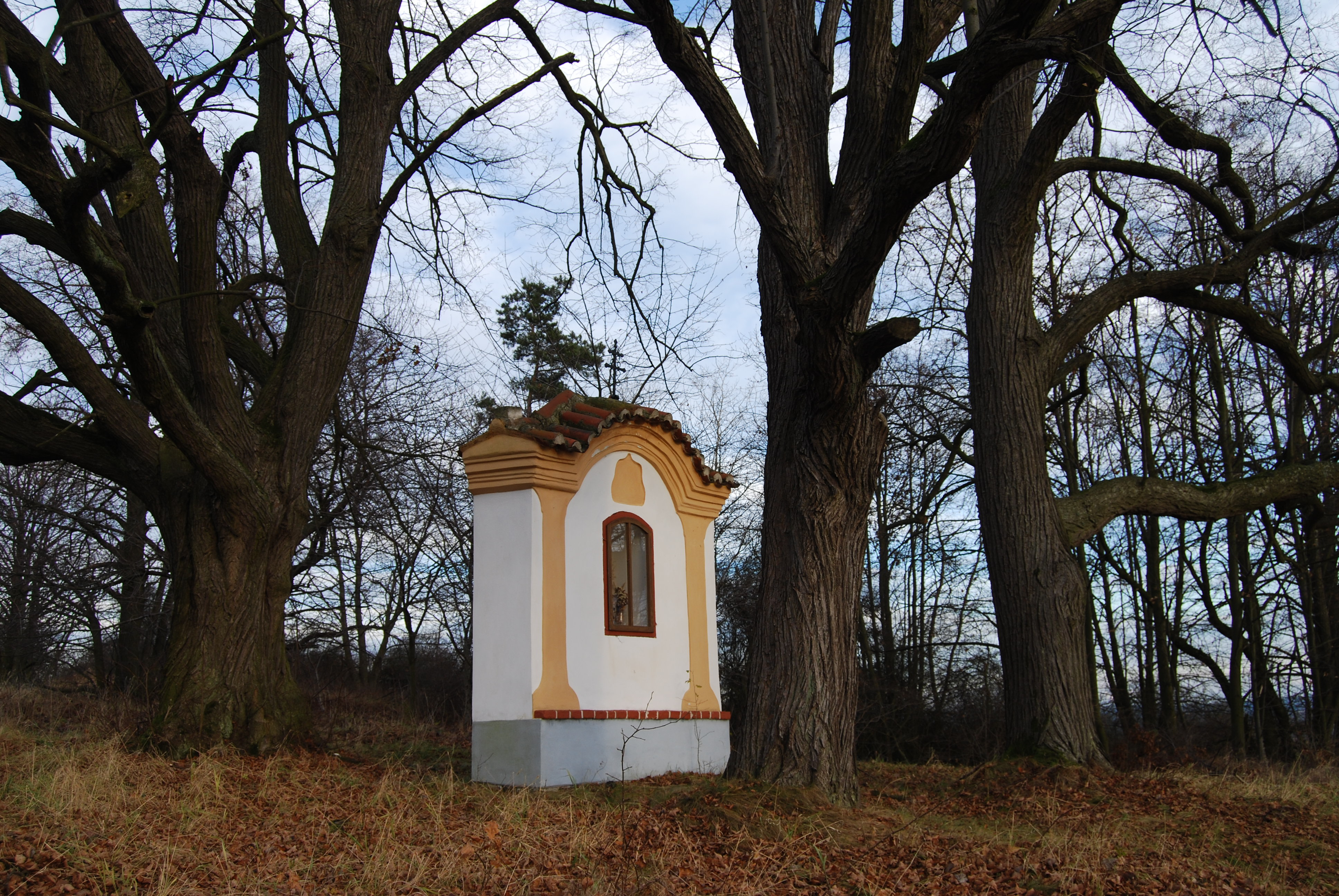
Výklenková kaple (Hulešů kaplička)
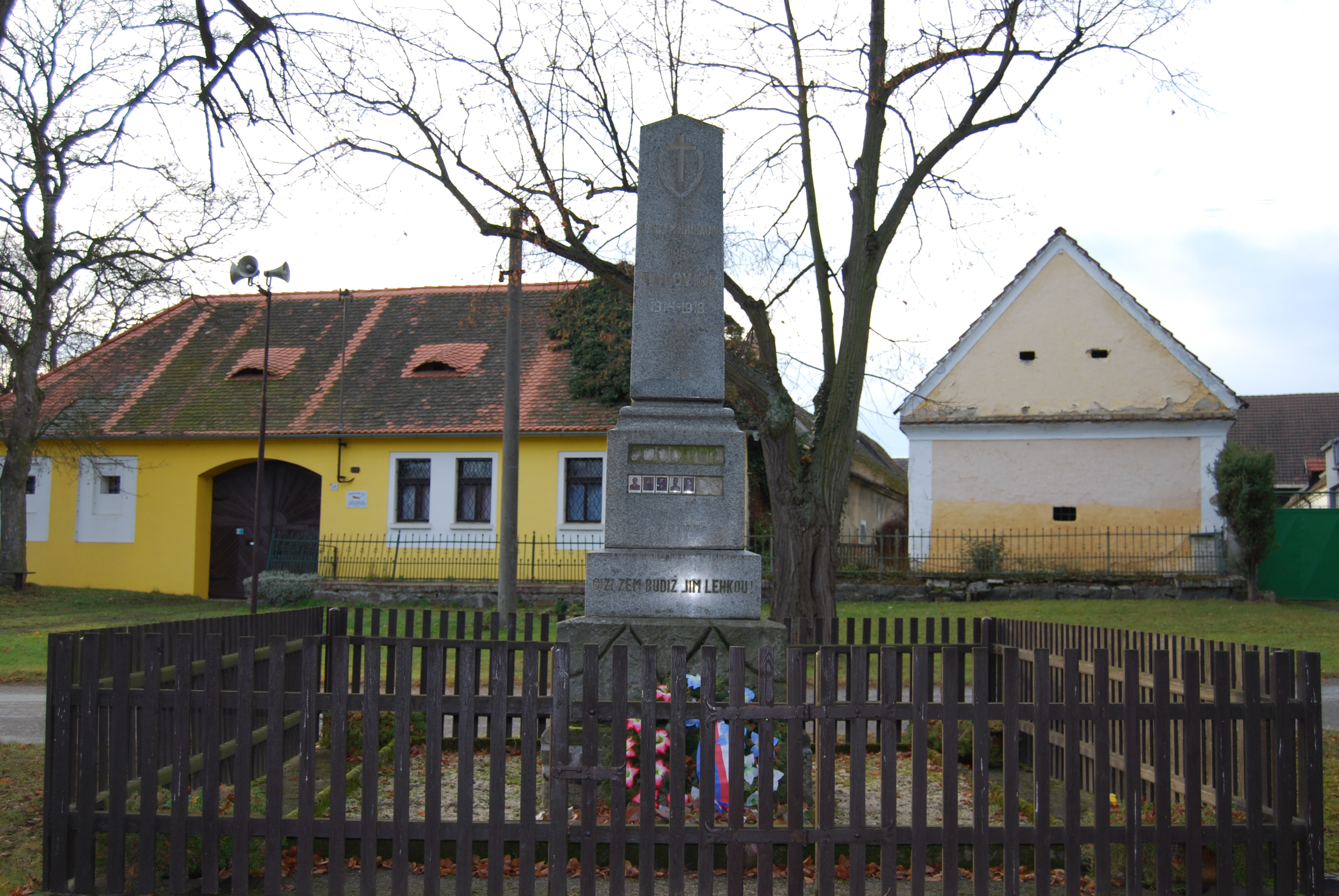
Pomník padlým
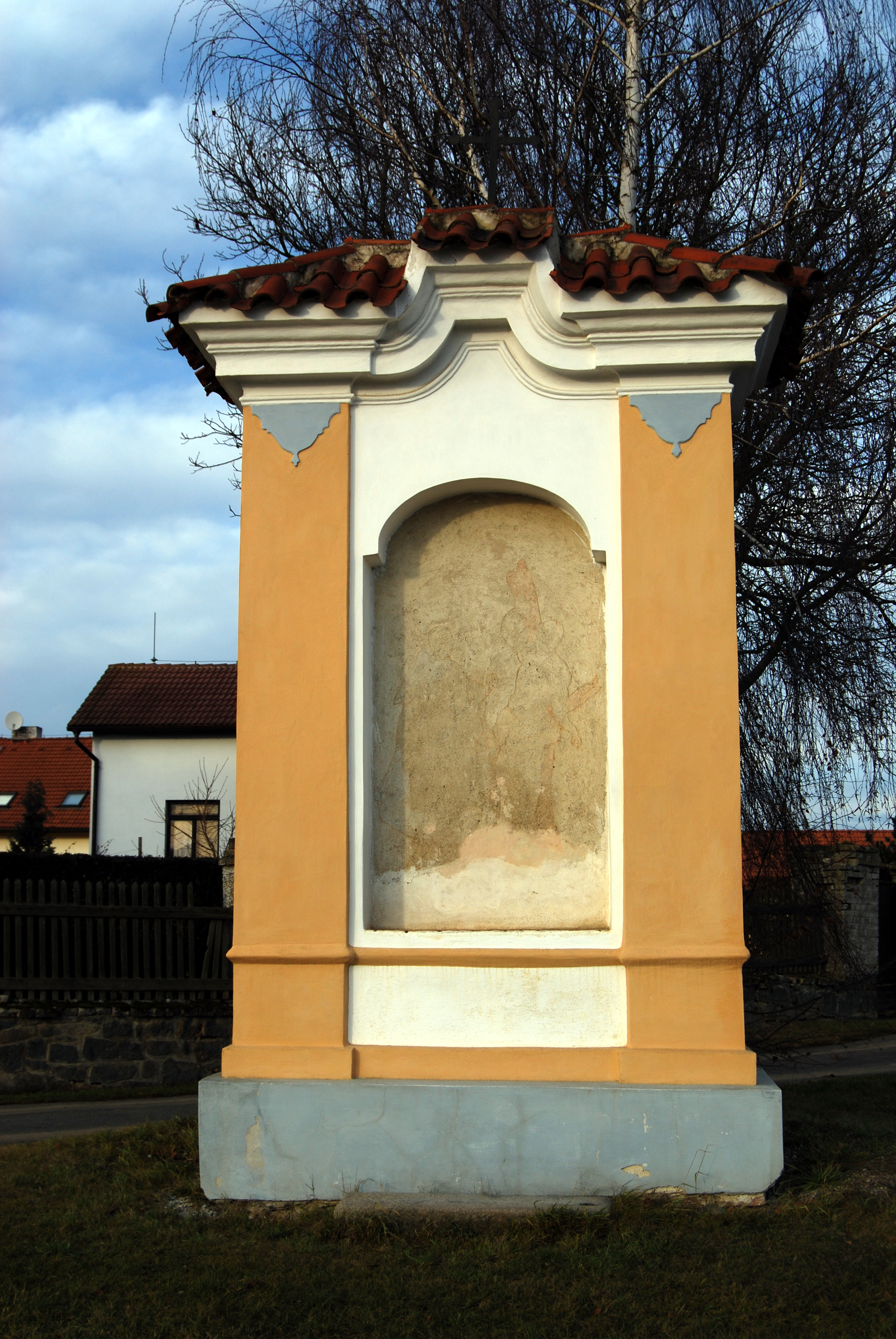
Výklenková kaple svatého Šebestiána
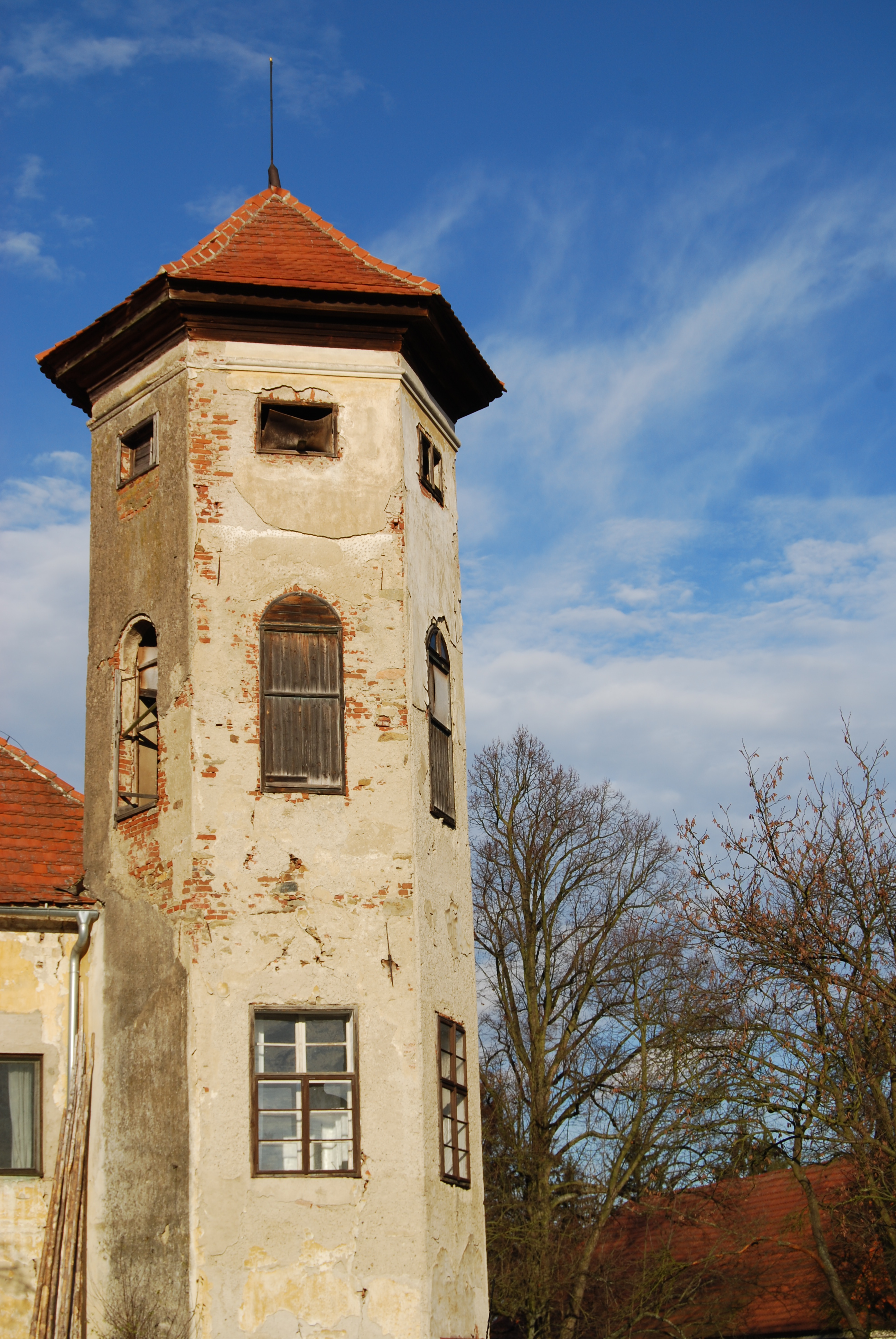
Věž rakovického zámku
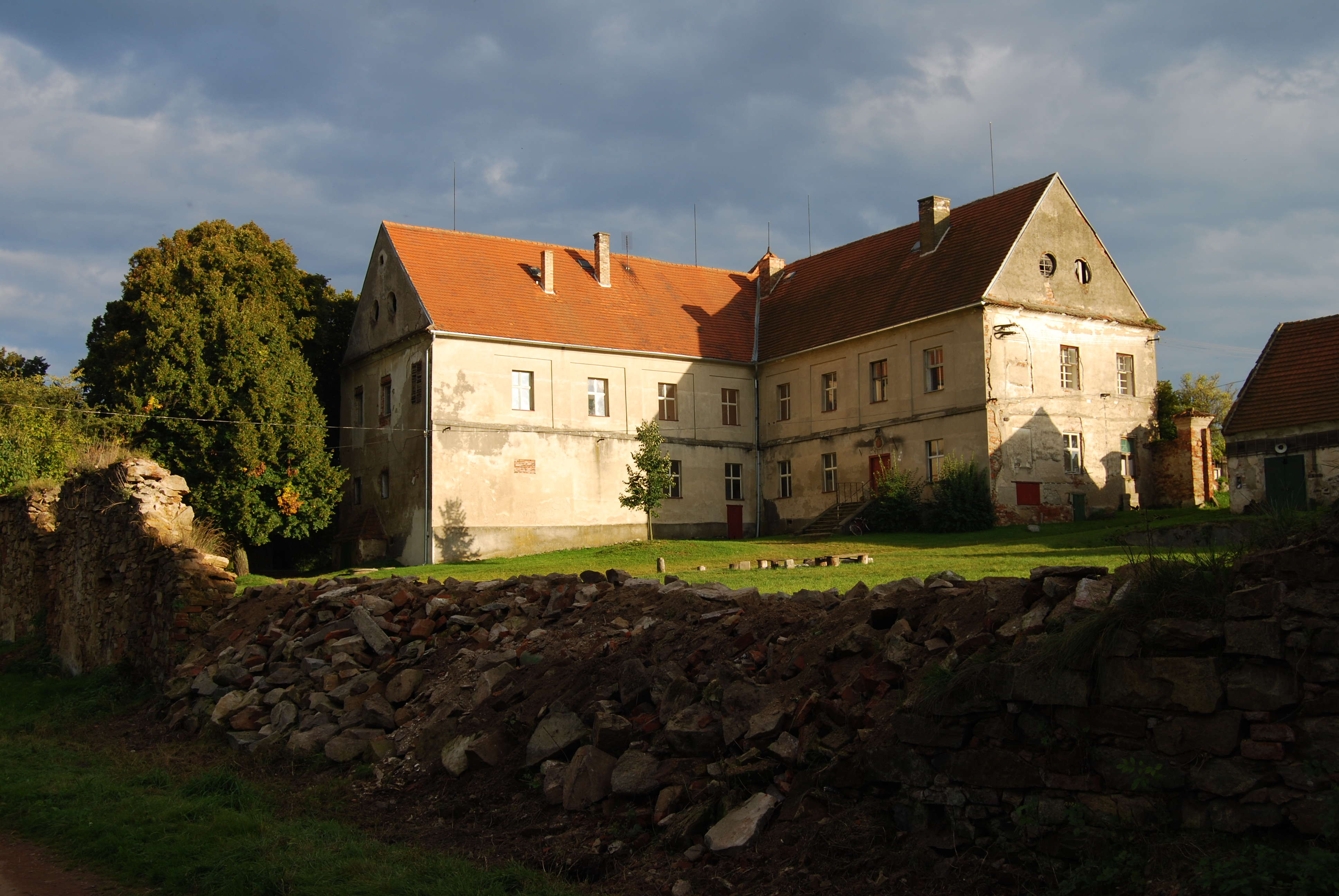
Usedlost
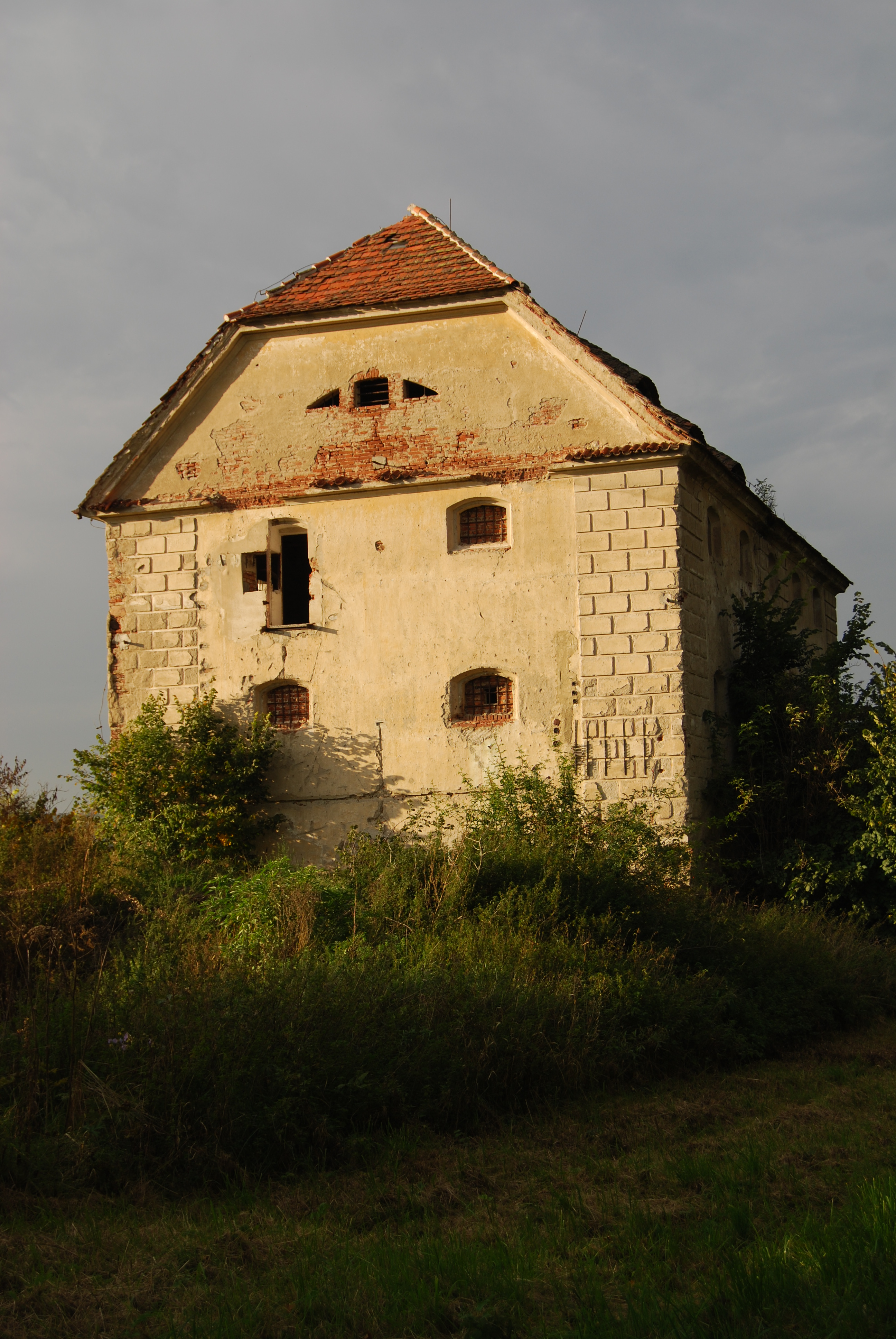
Sýpka u silnice
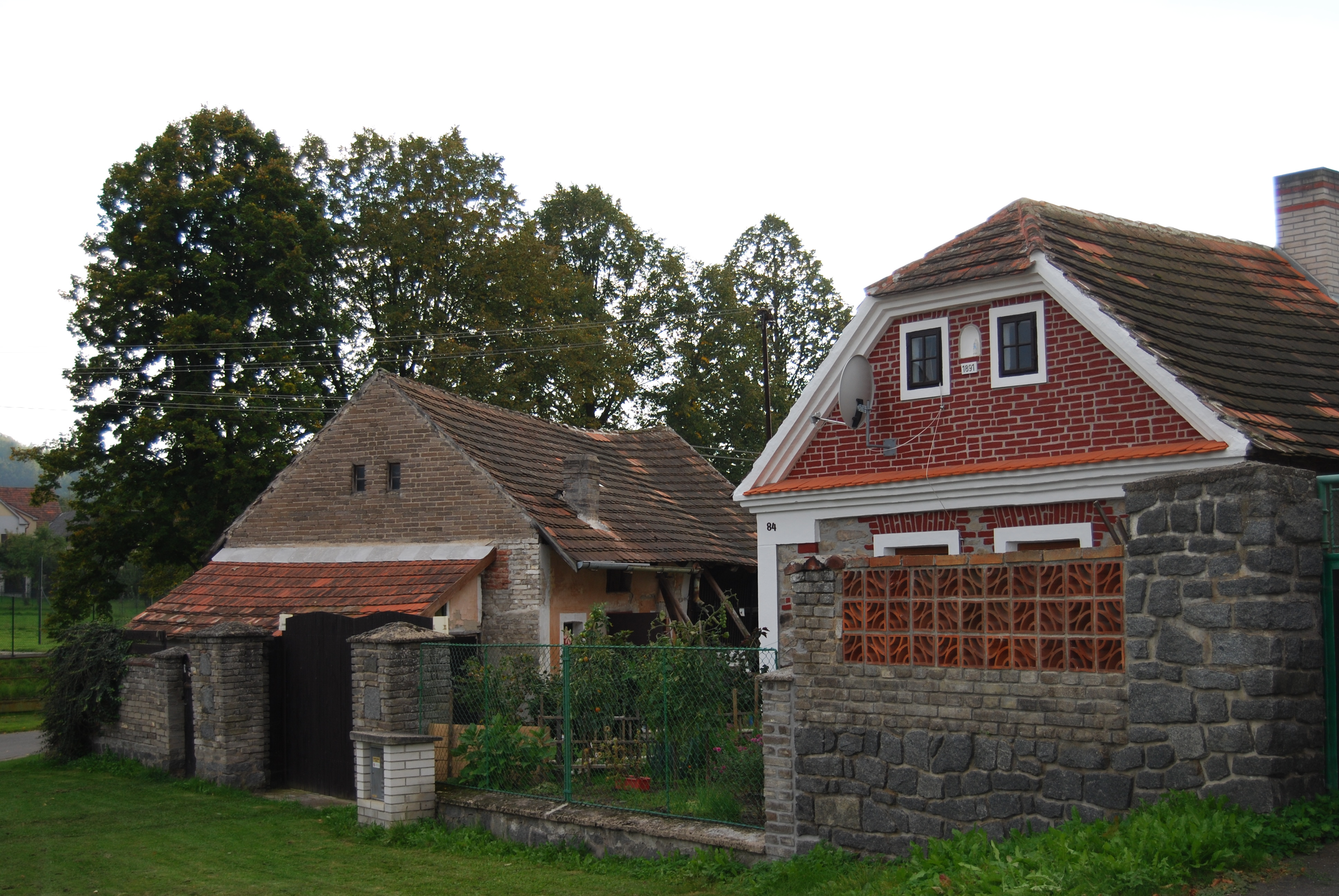
Stavení čp. 84
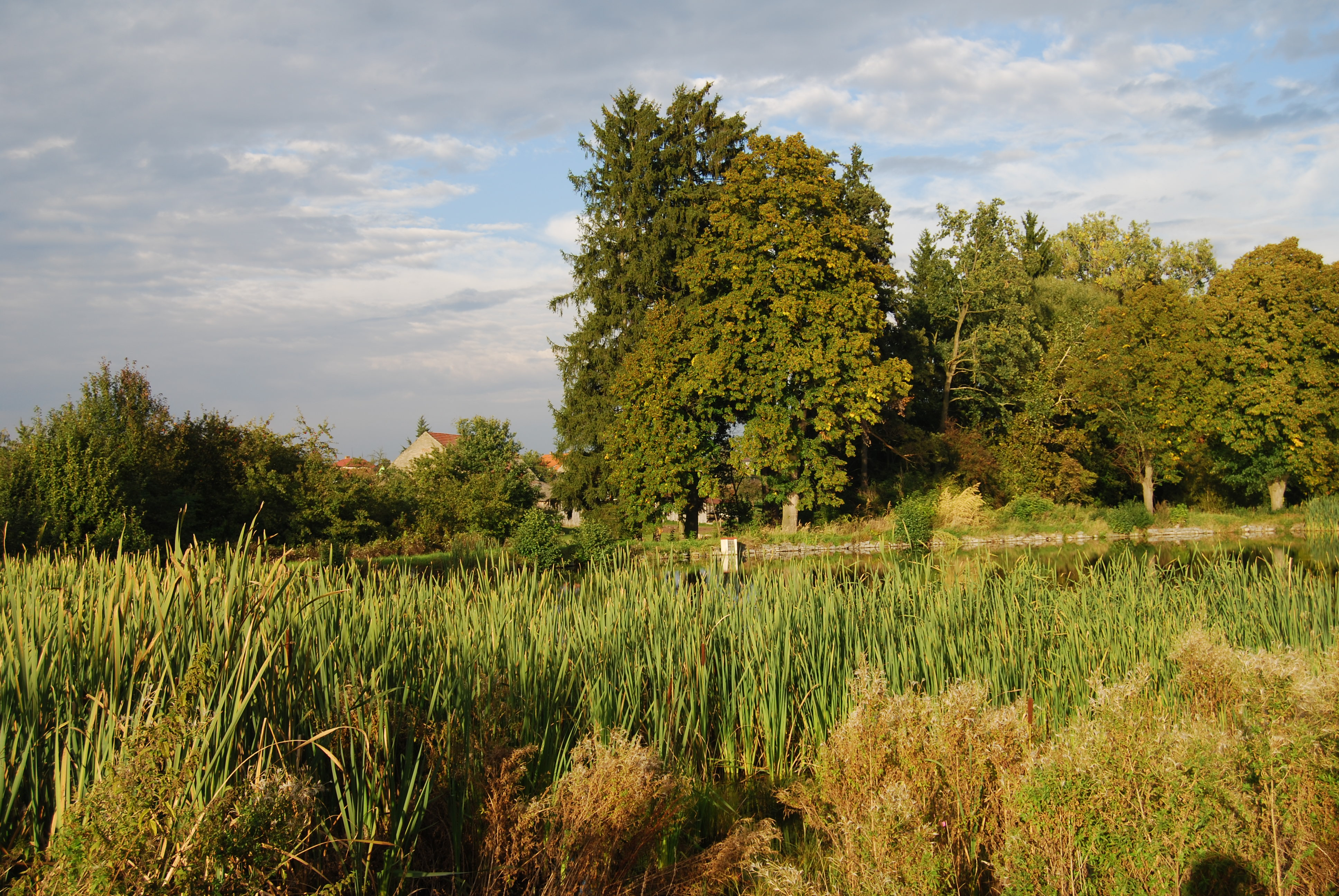
Rakovický rybník
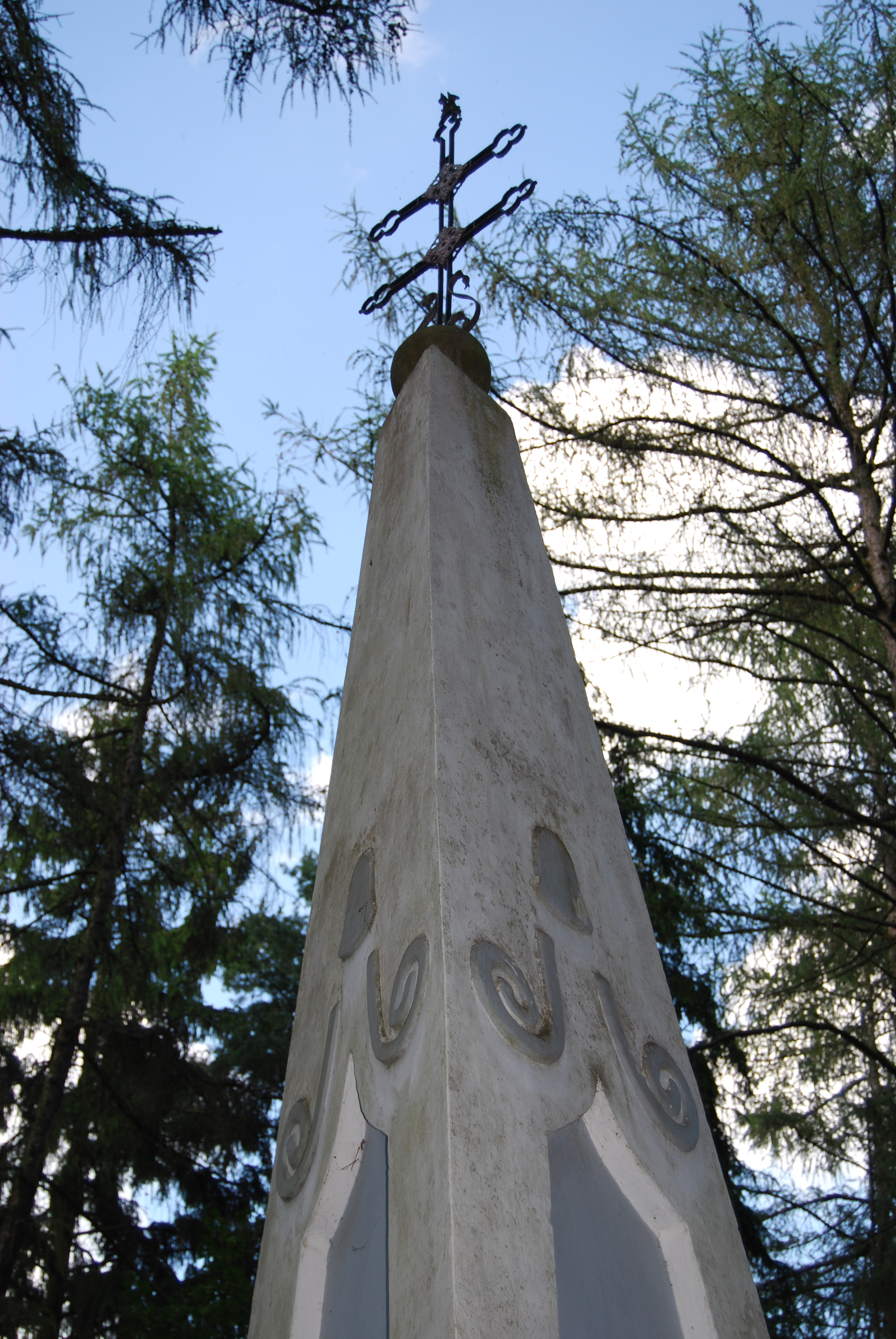
Jehlan svatého Vintíře